# Veltrusy
Veltrusy (německy Weltrus) jsou město v okrese Mělník ve Středočeském kraji. Leží na pravém břehu Vltavy přibližně 25 kilometrů severně od Prahy, asi patnáct kilometrů jihozápadně od Mělníka a čtyři kilometry severovýchodně od Kralup nad Vltavou. Žije zde přibližně 2 300 obyvatel. Dominantou Veltrus je barokní zámek s rozlehlým parkem.

## Historie

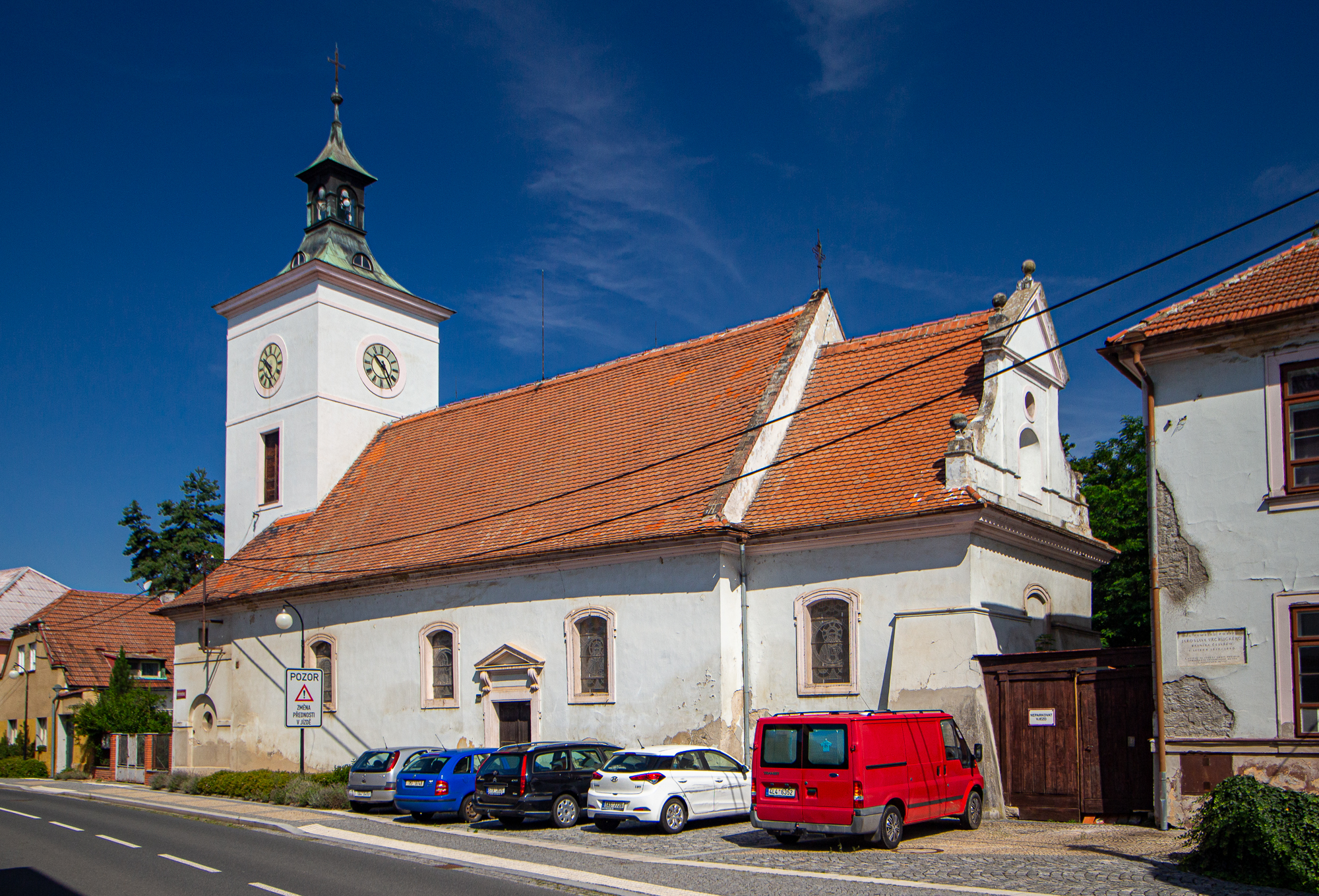
Kostel Narození svatého Jana Křtitele

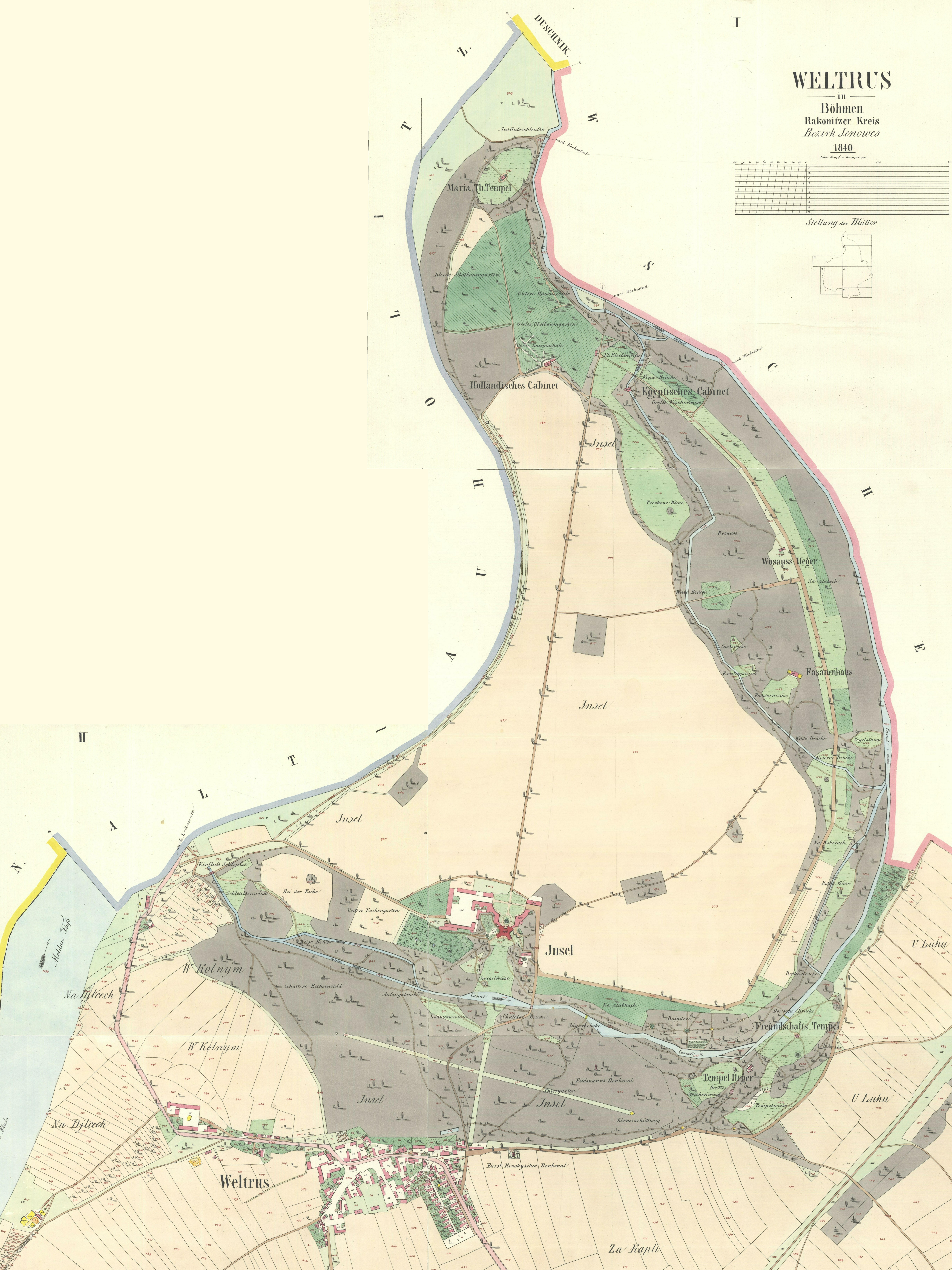
Veltrusy na mapách stabilního katastru z roku 1840

První spolehlivá informace o Veltrusích je z roku 1226, jde o privilegium Přemysla Otakara I., určené klášteru v Doksanech. Do roku 1410 ves náležela církvi, později se majitelé střídali. Od 17. století patřily zdejší pozemky včetně veltruského zámku rodu Chotků, kteří je vlastnili až do roku 1945.
V roce 1899 byly Veltrusy povýšeny na městys, od roku 1926 byly už Veltrusy městem, ale o toto privilegium později přišly. Definitivně byly Veltrusy povýšeny na město v roce 1994.

## Obyvatelstvo
| Rok            | 1869 | 1880  | 1890  | 1900  | 1910  | 1921  | 1930  | 1950  | 1961  | 1970  | 1980  | 1991  | 2001  | 2011  | 2021  |
| -------------- | ---- | ----- | ----- | ----- | ----- | ----- | ----- | ----- | ----- | ----- | ----- | ----- | ----- | ----- | ----- |
| Počet obyvatel | 900  | 1 051 | 1 134 | 1 397 | 1 519 | 1 548 | 1 781 | 1 950 | 2 029 | 2 012 | 1 675 | 1 502 | 1 560 | 1 944 | 2 280 |
| Počet domů     | 110  | 127   | 151   | 194   | 244   | 282   | 379   | 490   | 490   | 513   | 489   | 528   | 552   | 662   | 795   |

## Městská správa

### Územněsprávní začlenění
Dějiny územněsprávního začleňování zahrnují období od roku 1850 do současnosti. V chronologickém přehledu je uvedena územně administrativní příslušnost obce v roce, kdy ke změně došlo:
- 1850 země česká, kraj Praha, politický okres Slaný, soudní okres Velvary[6]
- 1855 země česká, kraj Praha, soudní okres Velvary
- 1868 země česká, kraj Praha, politický okres Slaný, soudní okres Velvary
- 1912 země česká, kraj Praha, politický okres Slaný, soudní okres Kralupy nad Vltavou[7]
- 1913 země česká, kraj Praha, politický i soudní okres Kralupy nad Vltavou[8]
- 1939 země česká, Oberlandrat Mělník, politický i soudní okres Kralupy nad Vltavou[9]
- 1942 země česká, Oberlandrat Praha, politický okres Roudnice nad Labem, soudní okres Kralupy nad Vltavou[10]
- 1945 země česká, správní i soudní okres Kralupy nad Vltavou[11]
- 1949 Pražský kraj, okres Kralupy nad Vltavou[12]
- 1960 Středočeský kraj, okres Mělník
- 2003 Středočeský kraj, okres Mělník, obec s rozšířenou působností Kralupy nad Vltavou

## Společnost

### Rok 1932
Ve městě Veltrusy (přísl. Miřejovice, 2400 obyvatel) byly v roce 1932 evidovány tyto živnosti a obchody:
- Instituce a průmysl: poštovní úřad, telefonní úřad, telegrafní úřad, četnická stanice, katol. kostel, dívčí pensionát, klášter, okresní sirotčinec, Obchodní grémium, společenstvo různých živností, sbor dobrovolných hasičů, 2 cihelny, vodní elektrárna v Miřejovicích, městský elektrický podnik, výroba kovového zboží, výroba plechových obalů, 3 pily, pletárna.
- Živnosti a služby: 2 lékaři, autodílna, bednář, biograf Sokol, 2 cukráři, 2 drogerie, hodinář, 6 hostinců, jednatelství, 3 kapelníci, konsum Svépomoc, malíř pokojů, modistka, pohřební ústav, pumpař, rukavičkář, 5 sadařů, sedlář, sklenář, 18 obchodů se smíšeným zbožím, Spořitelní a záložní spolek pro Veltrusy, 2 stavitelé, tesařský mistr, velkostatek Chotek, 4 zahradnictví, žehlírna.

## Doprava
Dopravní síť
- Pozemní komunikace – Obcí procházejí silnice II/101 Brandýs nad Labem-Stará Boleslav – Neratovice – Veltrusy – Kralupy nad Vltavou – Kladno a II/608 Praha – Zdiby – Veltrusy – Straškov-Vodochody – Doksany – Terezín.
- Železnice – Železniční trať ani stanice na území obce nejsou.
- Autobusová doprava – V roce 2025 v obci měly zastávky autobusové linky jedoucí do těchto cílů: Kralupy nad Vltavou, Mělník, Neratovice, Praha, Velvary, Zákolany.
- Cyklistika – Obcí vede cyklotrasa č. 2 Kralupy nad Vltavou – Nelahozeves – Veltrusy – Mělník – Ústí nad Labem.
- Pěší turistika – Územím obce vede modře značená turistická trasa Kralupy nad Vltavou – Veltrusy – Nelahozeves.

## Služby

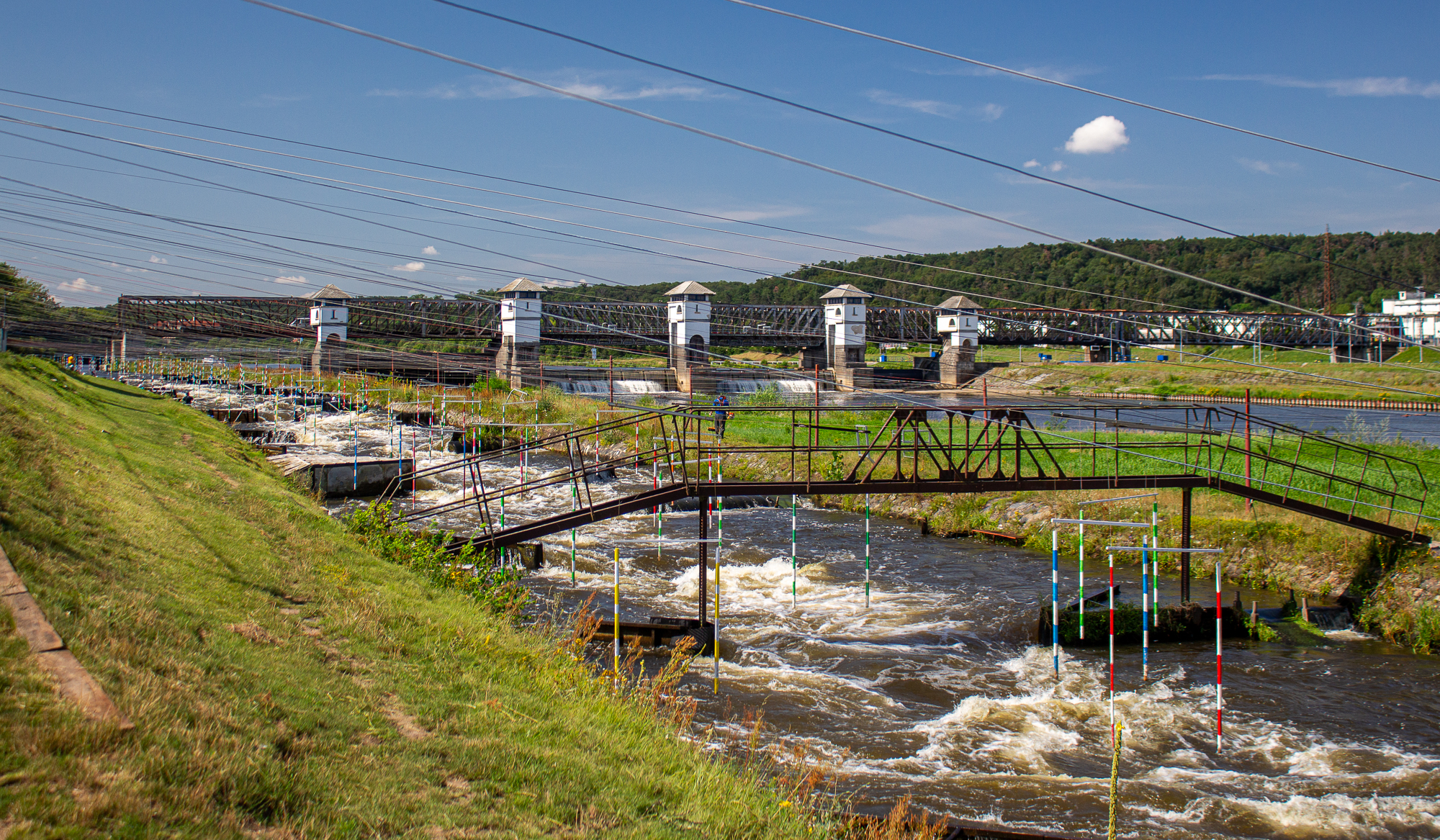
Sportovní slalomová dráha Veltrusy na Vltavě

Ve Veltrusích je škola a školka, praktický lékař, stomatolog, lékárna. V obci jsou činné sportovní a kulturní spolky. V červenci a srpnu v parku fungovalo letní kino. 
Na Vltavě se nachází 330 metrů dlouhá Slalomová dráha Veltrusy, nejdelší v Česku. Díky své náročnosti se na ní jezdí velké závody, jako například Český pohár, MČR dorostu, Národní kontrolní závod (NKZ) nebo třeba mezinárodní juniorské závody ECA cupy.

## Pamětihodnosti

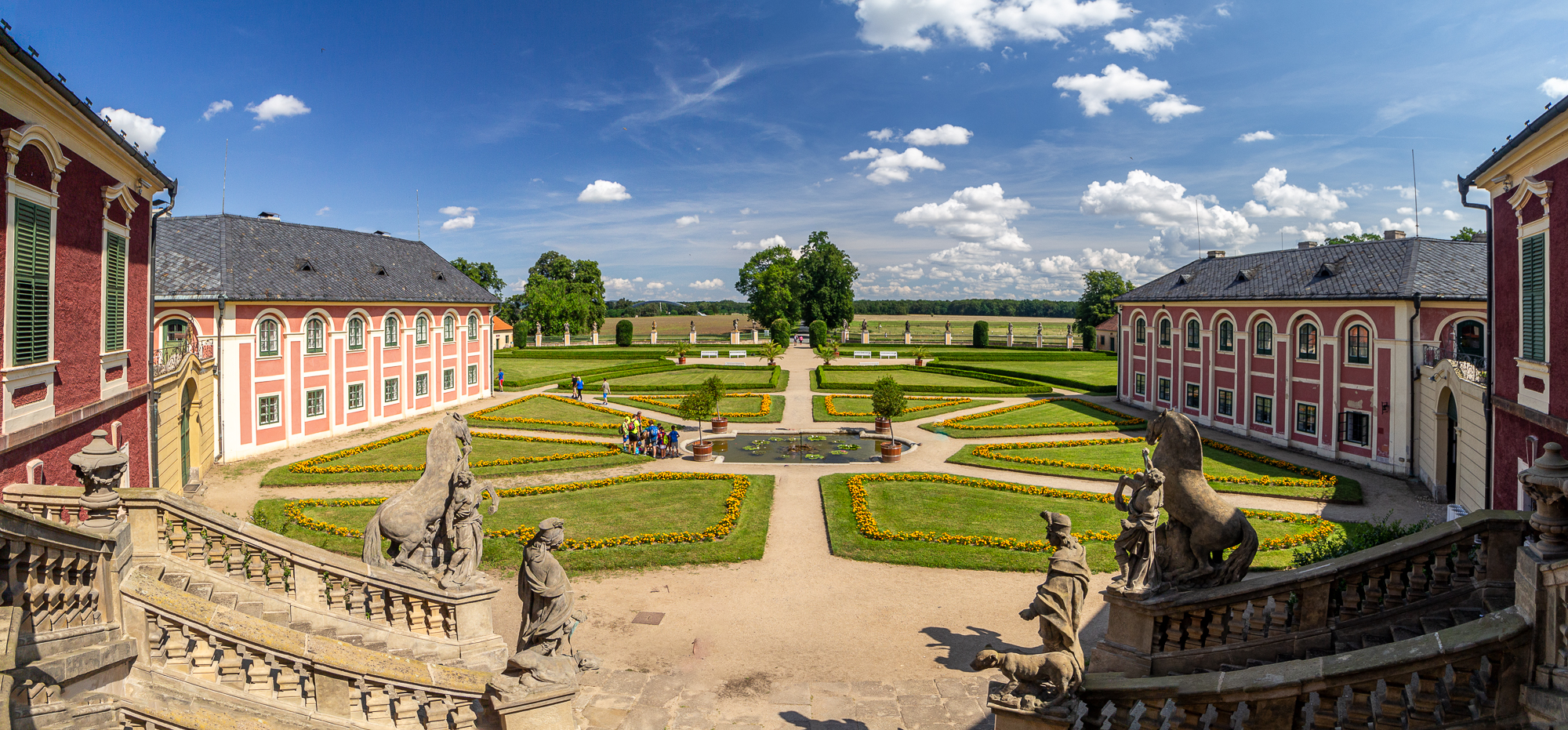
Pohled do francouzského parku v centrální části veltruského zámku

- Veltruský zámek  je významné dílo vrcholného baroka z první poloviny 18. století, jehož autorem je architekt Giovanni Battista Alliprandi. Zámek (původně pouhý letohrádek, později významně rozšířený) tvoří oválné jádro, k němuž radiálně přiléhají nižší křídla, uspořádaná do tvaru písmene X. Na severní straně k němu přiléhá čestný dvůr, který uzavírají alegorické sochy dvanácti měsíců a čtyř ročních období. Zámek obklopuje rozsáhlý romantický park. Až do roku 1945 byl zámek nepřetržitě v majetku Chotků z Chotkova a Vojnína. V zámeckých a parkových prostorách se uskutečnil v roce 1754 první vzorkový veletrh na světě za účasti panovnice Marie Terezie a Františka Štěpána Lotrinského. V roce 2002 byl zámecký areál ve Veltrusích silně poničen povodní. Do roku 2015 byl kompletně rekonstruován. V okolí zámku byla vyhlášena přírodní památka Veltrusy s výskytem páchníka hnědého a roháče obecného. Pro návštěvníky jsou připraveny prohlídky historických skleníků (duben–září), cyklotrasa s průvodcem (červenec–srpen) a zámecká expozice Jak se opravují památky.
- Kostel Narození svatého Jana Křtitele
- Pohřební kaple svatého Kříže je empírová hrobní kaple z let 1832–1835 od architekta Heinricha Kocha postavená na památku knížete Ferdinanda Jana Kinského (1781–1812). Na místě, kde kníže tragicky zahynul pádem z koně, ji nechal zbudovat jeho syn Rudolf Kinský.